# Орден Военных заслуг (Старый порядок)
Орден Военных заслуг (фр. Institution du Mérite militaire) — во Франции, при Старом порядке, награда для офицеров-протестантов.

## История и описание

Порядок ношения ордена.

С 1693 года во Франции существовал военный орден Святого Людовика, которым могли награждаться только католики, так как к католической церкви принадлежало большинство населения Франции, включая и короля.
Однако, в 18 веке, в связи с появлением во французской армии большого количества наёмников-протестантов, в частности, немцев, и, в особенности, швейцарцев, возникла необходимость ввести для них отдельную награду.
Такой наградой и стал Орден Военных заслуг, учреждённый 10 марта 1759 года королём Людовиком XV. Его структура повторял орден Святого Людовика и включала три степени — Большой крест, кавалер-командор и кавалер. Лента ордена была синей (у Ордена Святого Людовика — красной), знак ордена также представлял собой мальтийский крест, украшенный лилиями королевской династии Бурбонов, однако имел другое изображение в центральном медальоне. Количество кавалеров было ограничено ещё более жестко, чем для ордена Святого Людовика.
В 1791 году, во время революции, орден Военных заслуг и орден Святого Людовика вначале были объединены в одну награду, а затем — отменены.
После Реставрации Бурбонов, орден был возобновлён и просуществовал ещё 15 лет (1815—1830). При этом лента ордена вместо синей стала красной.
Существовавший во Франции недолгое время в 20-м веке одноименный Орден Военных заслуг не имел ни конфессионального характера, ни прямого отношения к прежнему ордену.